# فيرهيفن (ماساتشوستس)
فيرهيفن (بالإنجليزية: Fairhaven, Massachusetts)‏ هي بلدة أمريكية تقع في الولايات المتحدة في مقاطعة بريستول (ماساشوستس). يقدر عدد سكانها بـ 15,873 نسمة ومساحتها 36.5 كم2 و وترتفع عن سطح البحر 5 متر.

## توأمة
لفيرهيفن (ماساتشوستس) اتفاقيات توأمة مع:
- توساشيميزو

## أعلام
- جون سي بينيت
- أبييي جي. روجرز
- باول ديلانو